# Pier Paolo Peroni
Pier Paolo Peroni (Roma, 22 novembre 1959) è un disc jockey, produttore discografico e dirigente d'azienda italiano.

## Biografia
Nato a Roma, esordisce nel mondo musicale come DJ all'età di 25 anni al Piper Club, nota discoteca della capitale. Nelle discoteche romane incontra Lorenzo Cherubini, in arte Jovanotti, con il quale nasce una solida amicizia e una proficua collaborazione. Nel 1987 Jovanotti è chiamato a Milano dal produttore Claudio Cecchetto e sei mesi dopo chiede all'amico Peroni di raggiungerlo. La sua carriera professionale è segnata dall'incontro con Cecchetto, del quale diventa il braccio destro.
Nel 1989 approda in TV come caporedattore di DeeJay Television, programma cult del panorama musicale televisivo ideato dallo stesso Cecchetto. In seguito inizia a lavorare a Radio Deejay come responsabile della programmazione musicale dal 1990 al 1994, di Radio Capital dal 1996 al 1998 e di Radio Due nel 1999.
Nel frattempo Peroni si dedica all'attività di produttore discografico, che gli consente di condividere numerosi successi con i suoi artisti. Dal 1991 produce, insieme a Marco Guarnerio, il duo pop/rock 883 e successivamente diventa manager del leader del gruppo, Max Pezzali. Ha quindi prodotto brani come Hanno ucciso l'Uomo Ragno, Come mai e Nord sud ovest est, di successo nei primi anni novanta in Italia.
Con Cecchetto crea un'etichetta, la FRI (Free Records Independent), e diventa manager degli artisti legati alla casa discografica nella quale entra a far parte, dal 2003 DJ Francesco, al secolo Francesco Facchinetti, e dal 2006 la rock band legnanese Finley.
Nel 2008 è chiamato in TV ad esprimere il suo giudizio, e in veste di critico musicale entra nel cast del talent show di Rai 2 X Factor – Il processo per 3 stagioni.
Ha prodotto, oltre all'album originale Hanno ucciso l'Uomo Ragno, anche il remake del 2012 per il ventesimo anniversario, ricantato con alcuni rapper italiani.
Nel 2013 è ideatore e autore, insieme a Francesco Lauber, di TOP DJ, il primo format televisivo dedicato al mondo dei DJ, in onda su Sky Uno e Cielo dal 13 maggio 2014. Dopo il successo delle primi due edizioni il programma passa, per la stagione 2016, su Italia 1. Il 27 marzo del 2018 esce il suo primo singolo da solista It takes a fool to remain sane, rivisitazione in chiave dance elettronica della hit del 2000 del gruppo svedese The Ark. Il brano vede anche l'esordio di sua figlia Alice Peroni come cantante.

## Vita privata
Vive a Milano ed è il marito della cantante Syria, dalla quale nel 2001 ha avuto la figlia Alice e nel 2012 il figlio Romeo.